# Çisil Güngör
Çisil Güngör (Turquía, 20 de julio de 1991) es una árbitra internacional de baloncesto. Pertenece a la Türkiye Basketbol Federasyonu (TBF), donde figura como A Klasmanı, y es oficial habitual de competiciones FIBA de clubes: EuroLeague Women y EuroCup Women. En 2025 fue seleccionada para el FIBA Women’s EuroBasket 2025 y designada para la final del Mundial U19 femenino, además de las finales de la EuroCup Women.

## Trayectoria
Formada en el arbitraje turco, Güngör alcanzó la máxima clasificación de la TBF (A Klasmanı) y comenzó a dirigir partidos en la Basketbol Süper Ligi (BSL) y en la liga femenina KBSL. En 2023 fue una de las nuevas incorporaciones al grupo A de la TBF y desde entonces ha sido designada para encuentros de alto perfil en la máxima categoría turca.
En el ámbito internacional, sus primeras apariciones documentadas en competiciones europeas de clubes datan de 2022–23, tanto en EuroCup Women como en EuroLeague Women. Desde entonces, participa regularmente en temporada regular y cruces eliminatorios.

## EuroLeague Women y EuroCup Women
- EuroLeague Women: 2022–23 – presente (en actas oficiales).[5][14]
- EuroCup Women: 2022–23 – presente (incluye finales 2025).[15][16]

Partidos destacados (selección)
- EuroCup Women 2024-25 – Final (ida): BAXI Ferrol – Villeneuve d’Ascq (26/03/2025, A Malata). Árbitros: Michal Proc, Çisil Güngör, Zdenko Tomašovič.[17]
- EuroLeague Women 2024-25 (RS): Avenida – Basket Landes (25/10/2024, Salamanca).[18]
- Women’s EuroBasket 2025 – Semifinal: Italia – Bélgica (25/06/2025, El Pireo).[19]
- Women’s EuroBasket 2025 – Fase final por puestos: Chequia – Alemania (27/06/2025, El Pireo).[20]
- Women’s EuroBasket 2025 – Clasificación (qualifiers): Países Bajos – España (2024–25).[21]

## FIBA (selección)
Además de su actividad en clubes, Güngör ha sido convocada para torneos internacionales de selecciones:
- FIBA U19 Women 2025: designada para la final del torneo (Brno, 20/07/2025).[22]
- FIBA U20 Women 2025: designada para la final del Europeo (Matosinhos, 10/08/2025).[23]
- Women’s EuroBasket 2025: incluida en la nómina oficial de 32 árbitros (FIBA Europa).[24]

## Turquía (BSL/KBSL)
Árbitra A Klasmanı de la TBF, con designaciones en la Basketbol Süper Ligi y en la Kadınlar Basketbol Süper Ligi. Ejemplos recientes: TOFAŞ–Manisa (BSL, 29/03/2025) y otros encuentros de fase regular.

## Reconocimientos y hitos
- Seleccionada para el FIBA Women’s EuroBasket 2025.[26]
- Final EuroCup Women 2025 (árbitra del primer partido, Ferrol).[27]
- Final FIBA U19 Women 2025 y Final FIBA U20 Women 2025.[28][29]